# Wiliampol
Wiliampol, inaczej Słobódka (lit. Vilijampolė, dosł. „miasto nad Wilią”) – jedna z dzielnic Kowna położona na prawym brzegu Wilii i Niemna w pobliżu ich zbiegu.
Obejmuje powierzchnię 1438 ha i liczy około 23,5 tys. mieszkańców. 
Wiliampol ze Starym Miastem łączy most Wiliampolski.

## Podział
Dzielnica dzieli się na 5 osiedli: Lampėdžių, Veršvų, Vakarų Vilijampolės, Rytų Vilijampolės oraz Panerių. 

## Historia
Prywatne miasto szlacheckie Wiliopole (Wiliampol) lokowane przez Janusza Radziwiłła przed 1650 rokiem, położone było w powiecie kowieńskim województwa trockiego.
1791 Wiliampol otrzymał prawa miejskie. W trakcie powstania styczniowego miasto było po kontrolą powstańców. W 1891 doszło do pożaru.
W 1919 roku miasto weszło w skład Kowna.
W dawnych latach stanowił centrum kowieńskich Żydów, w czasie II wojny światowej na terenie dzielnicy mieściło się getto.